# フレデリック・グリフィス

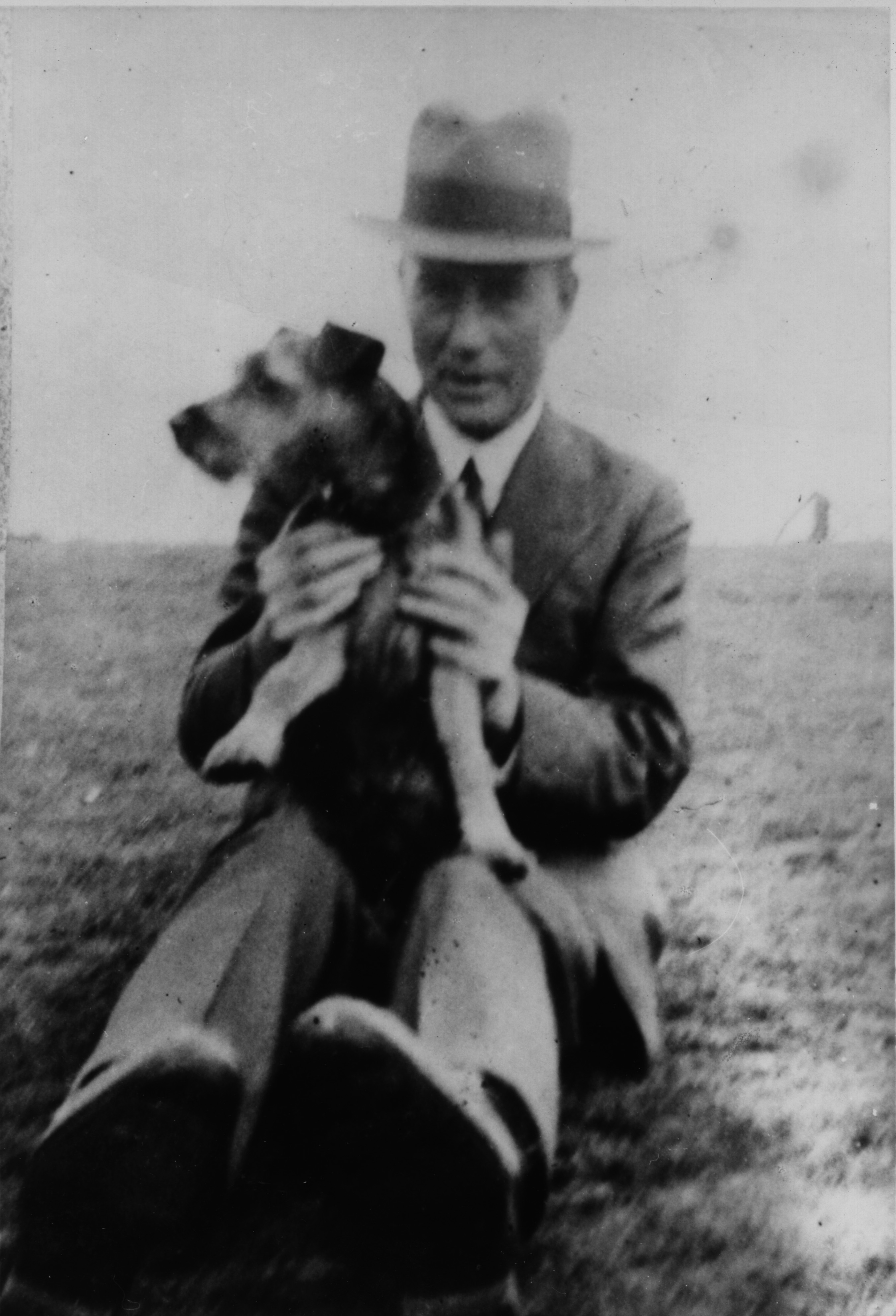
フレデリック・グリフィス（1936年撮影）

フレデリック・グリフィス（Frederick Griffith、1879年 - 1941年）は、イギリスのウェールズ系医師、細菌学者、遺伝学者である。

## 概要
1928年1月、イギリス保健省に務めていたグリフィスは、ハツカネズミを用いてバクテリアにおける形質転換を発見し、遺伝情報を転移できることを示唆し、分子遺伝学の基礎を築いた。
主に肺炎双球菌のS型菌（病原性有り）とR型菌（病原性無し）を用いて形質転換が起こることを示した。
グリフィスの実験も参照。
グリフィスはこの実験を通じて、形質転換が化学物質によって起こることを証明したが、その原因物質を解明しないうちに、1941年4月16日から17日にかけてのドイツ軍の攻撃により、同僚のウィリアム・マクドナルド・スコットとともにロンドンで亡くなった。
グリフィスの死後、グリフィスの論文を読んだロックフェラー研究所で研究していたアメリカのオズワルド・アベリー、コリン・ムンロ・マクロード、マクリン・マッカーティは、遺伝物質の正体がDNAであり肺炎双球菌の形質転換の原因であると言う論文を発表した（アベリー-マクロード-マッカーティの実験参照）。